# Féerie générale
Féerie générale est un roman d'Emmanuelle Pireyre publié le 23 août 2012 aux éditions de l'Olivier et ayant reçu le prix Médicis la même année.

## Historique
Ce roman reçoit le 6 novembre 2012 le prix Médicis au premier tour de scrutin avec 8 voix sur 10.

## Résumé
Dans Féerie générale, Emmanuelle Pireyre présente sa version de notre monde contemporain, avec ses maisons bio, ses hackers informatiques, ses financiers aux dents longues et aux nuits hantées de cauchemars, ses casernes désertées depuis l’abolition du service militaire, ses petites filles invariablement futées et inventives…

## Réception critique
(décembre 2012).
- Jean-Pierre Thibaudat, « Cap au rire sous cape avec les féeries d'Emmanuelle Pireyre », sur Rue 89, nouvelobs.com, 10 septembre 2012
- Article Le Monde des Livres, 27/08/12, Pagaille organisée, par Eric Chevillard
- Article Magazine littéraire, 26/09/12, En nos temps scintillants, par Yann Nicol

## Éditions
- Éditions de l'Olivier, 2012,  (ISBN 978-2823600032)